# Le Pavillon d'Armide
Le Pavillon d'Armide (en russe : Павильон Армиды / Pavil'on Armidy ; en orthographe précédant la réforme de 1917-1918 : Павильонъ Армиды) est un ballet fantastique en un acte et trois tableaux sur une musique de Nicolas Tcherepnine (op. 29) et un livret inspiré d'Omphale de Théophile Gautier. Il fut créé le 25 novembre 1907 au théâtre Mariinsky, à Saint-Pétersbourg, avec les décors et costumes d'Alexandre Benois et une chorégraphie de Michel Fokine.

## Genèse et création

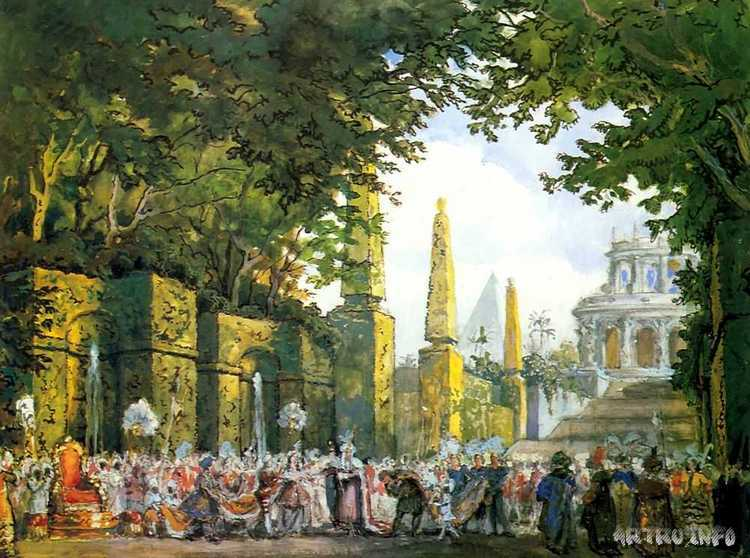
Esquisse du jardin d'Armide par Alexandre Benois.

Le ballet fut créé le 25 novembre 1907 au théâtre Mariinsky, à Saint-Pétersbourg, avec Anna Pavlova dans le rôle d'Armide, Vaslav Nijinsky dans celui de son esclave, Pavel Gerdt en vicomte René de Beaugency, les décors et costumes d'Alexandre Benois et une chorégraphie de Michel Fokine.

## Argument
"[L]e jeune vicomte René de Beaugency, fuyant un orage, trouve refuge dans un pavillon au cœur du parc d’un vieux château. Le pavillon est orné d’une tapisserie qui représente une enchanteresse, Armide, entourée de ses amis. Or, à minuit sonnant, voici que les personnages s’animent. Sous les traits d’Armide se cache en fait l’ancienne châtelaine, séductrice fameuse. En découvrant le jeune et fringant chevalier, elle succombe à sa nature. Après une nuit d’amour, à l’aube, Armide regagne en hâte sa tapisserie, abandonnant son écharpe magique. Déjà sous l’emprise de l’amour, voilà le jeune chevalier, l’amoureux d’un jour, malheureux pour toujours." argumentaire extrait de Omphale, Théophile Gautier.

## Représentations

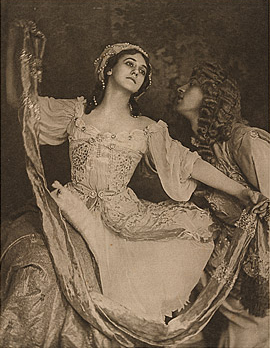
Tamara Karsavina dans le rôle d'Armide et Adolph Bolm dans le rôle du vicomte René dans la représentation de 1911

Le ballet fut représenté au théâtre du Châtelet, à Paris, par les Ballets russes. A la répétition générale, le 18 mai 1909, les rôles principaux ont été dansés par Vera Karalli et Mikhail Mordkin, vedettes du théâtre impérial de Moscou ; le 19 mai, lors de la soirée d'ouverture, par Pavlova et Fokine. Dans les productions ultérieures de Diaghilev, les interprètes de ces rôles étaient Tamara Karsavina et Adolph Bolm. Vaslav Nijinsky a fait ses débuts triomphaux à Paris lors de la répétition générale de Pavillon, dansant le rôle de l'esclave,.